# 里加老城
里加老城（Vecrīga）是拉脱维亚首都里加的历史中心，位于道加瓦河东岸，城以其古老的教堂著称，例如里加主教座堂和圣彼得教堂，新舊城區則是由自由大道（位於自由紀念碑）相連，街區的總面積為 0.944 平方公里。

## 歷史
里加老城由阿爾伯特主教 (Albert of Riga)建於1201年，是里加城市最初形成的市中心，也隨著都市發展成為波羅的人貿易的前哨站，漢薩同盟日益重要的貿易城鎮，更成為日後利窩尼亞地區（拉丁語：Livonia）的貿易工業中心，在19世紀後期城市范围扩大之前，今天的老城區就是最初的城市界限。而作為一座中世紀的防禦城市，里加老城曾被周围龐大的城墙要塞所环绕，只有面临道加瓦河一侧例外。当城墙拆除时，道加瓦河河水灌入，形成城市运河，此外由於地表海拔足夠高，也令老城區未受到洪水威脅等自然條件的破壞。
在1980年代，里加老城的街道禁止车辆驶入，只有当地居民的车辆凭特别许可证可以驶入里加老城界限内。當拉脫維亞於1990年代初獲得獨立後，幾乎所有里加老城建築外牆都得到了修復，在1997年，里加老城以「里加歷史中心」的名義被聯合國教科文組織列为世界文化遗产。

## 建築物
里加老城的建築形式多樣，在 500 多座老建築中，絕大多數已被授予文化古蹟的地位。這些建築擁有自中世紀以來，所有在歐洲流行過的建築類型和風格：包含羅馬式和哥特式的例子、風格主義、巴洛克建築、以及新藝術、折衷主義和現代主義的住宅大樓、倉庫等例子，近年來，里加老城的建築經常遭到拆除重建，雖然舊建築和裝飾元素的結構被保留下來，不過也有當地保護團體抗議此舉行動。
此外在第二次世界大戰期間，里加老城曾遭受極大的破壞，在戰後則有許多殘破的建築物進行重建工程，如黑頭宮、市政廳等。

## 圖片

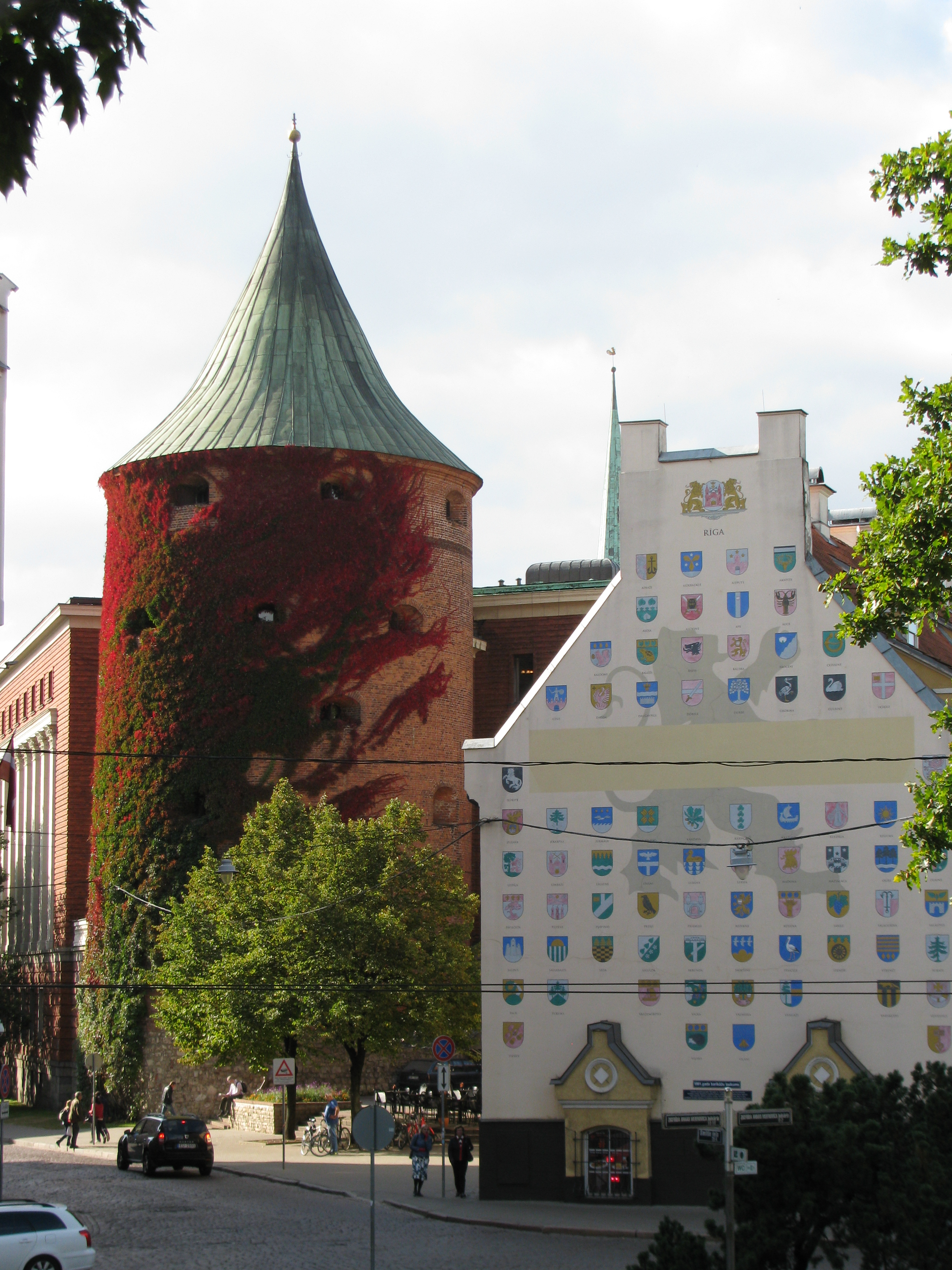
火藥塔
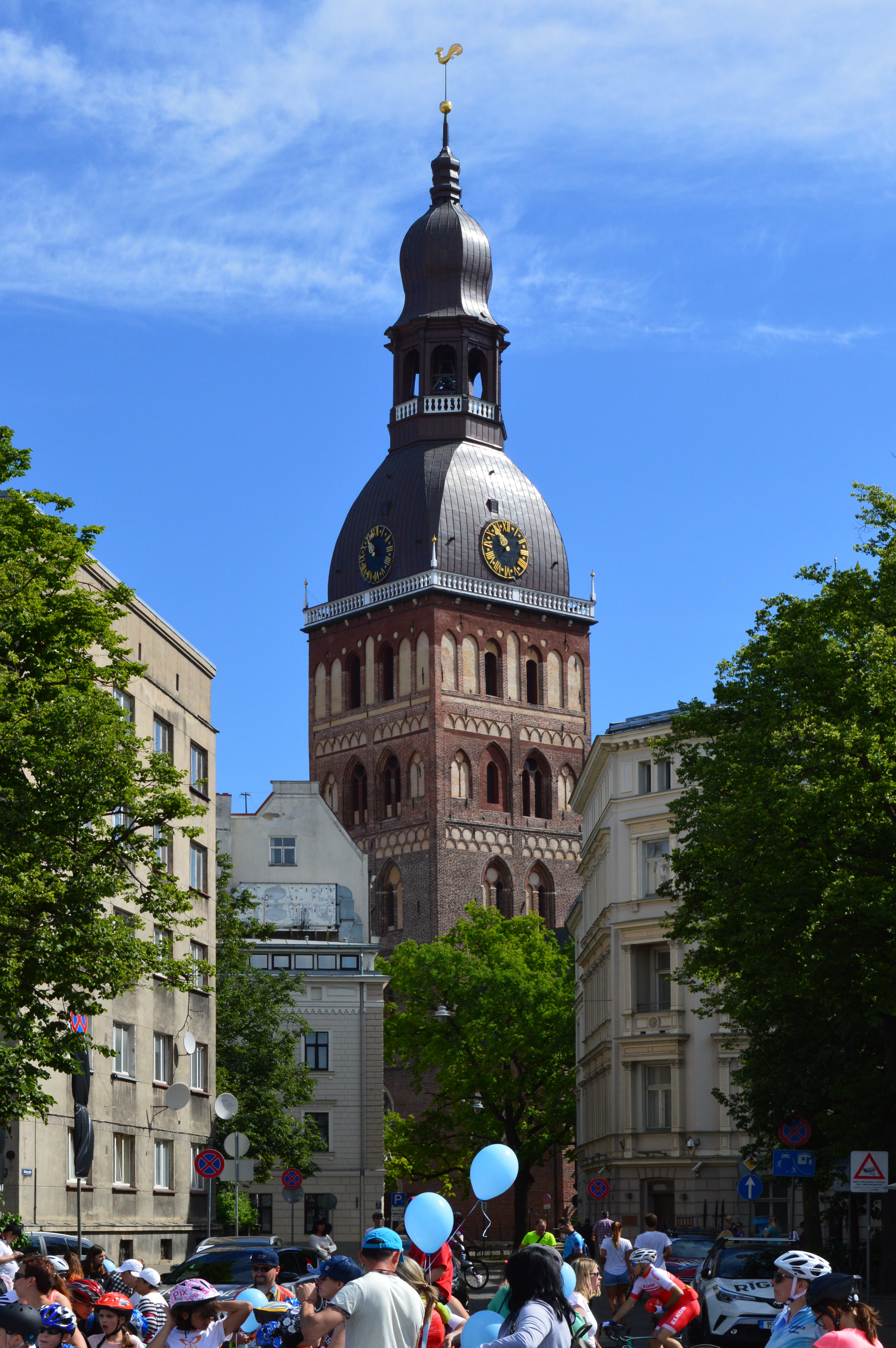
里加主教座堂
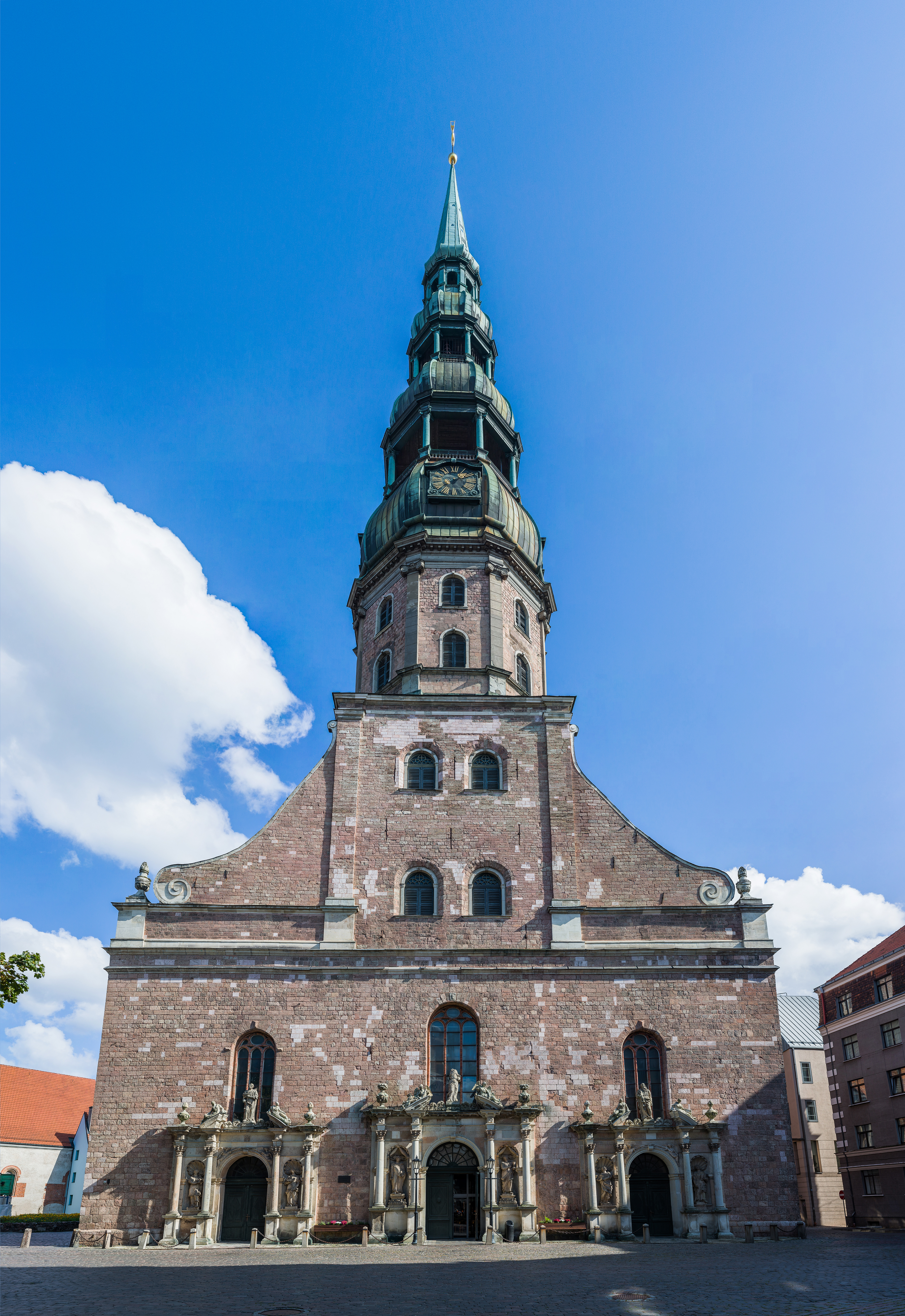
聖彼得教堂
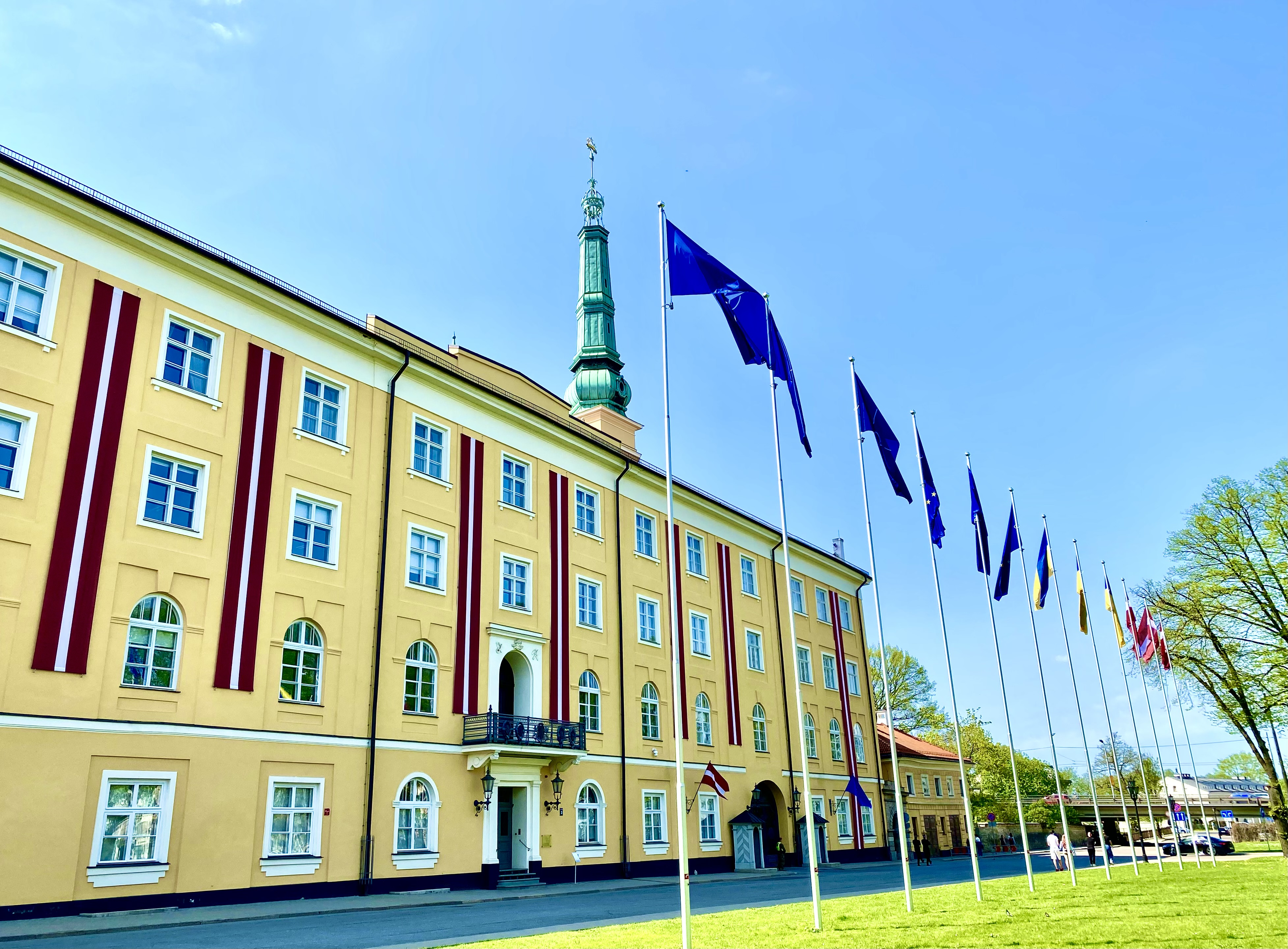
里加城堡

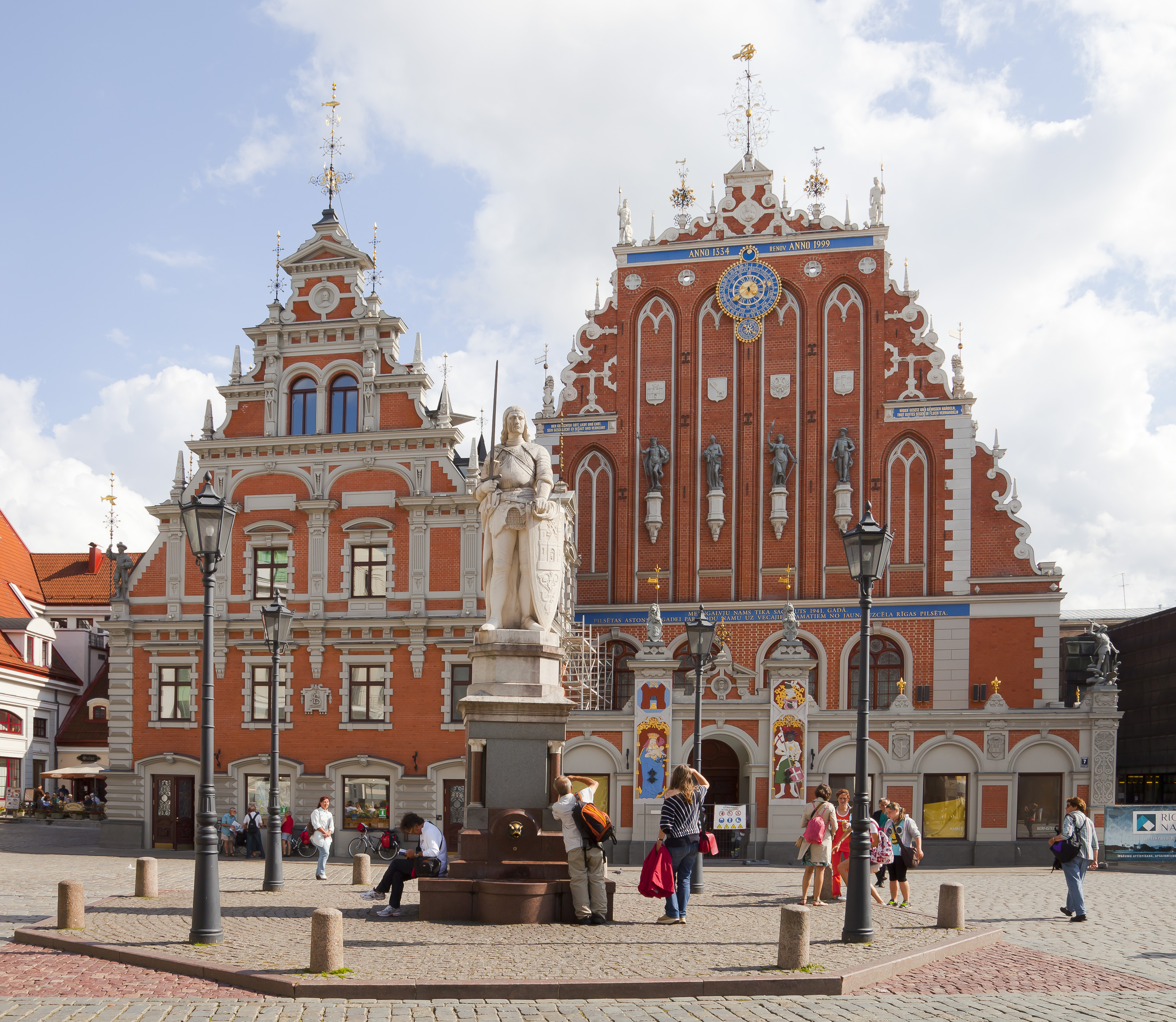
黑頭宮與羅蘭雕像
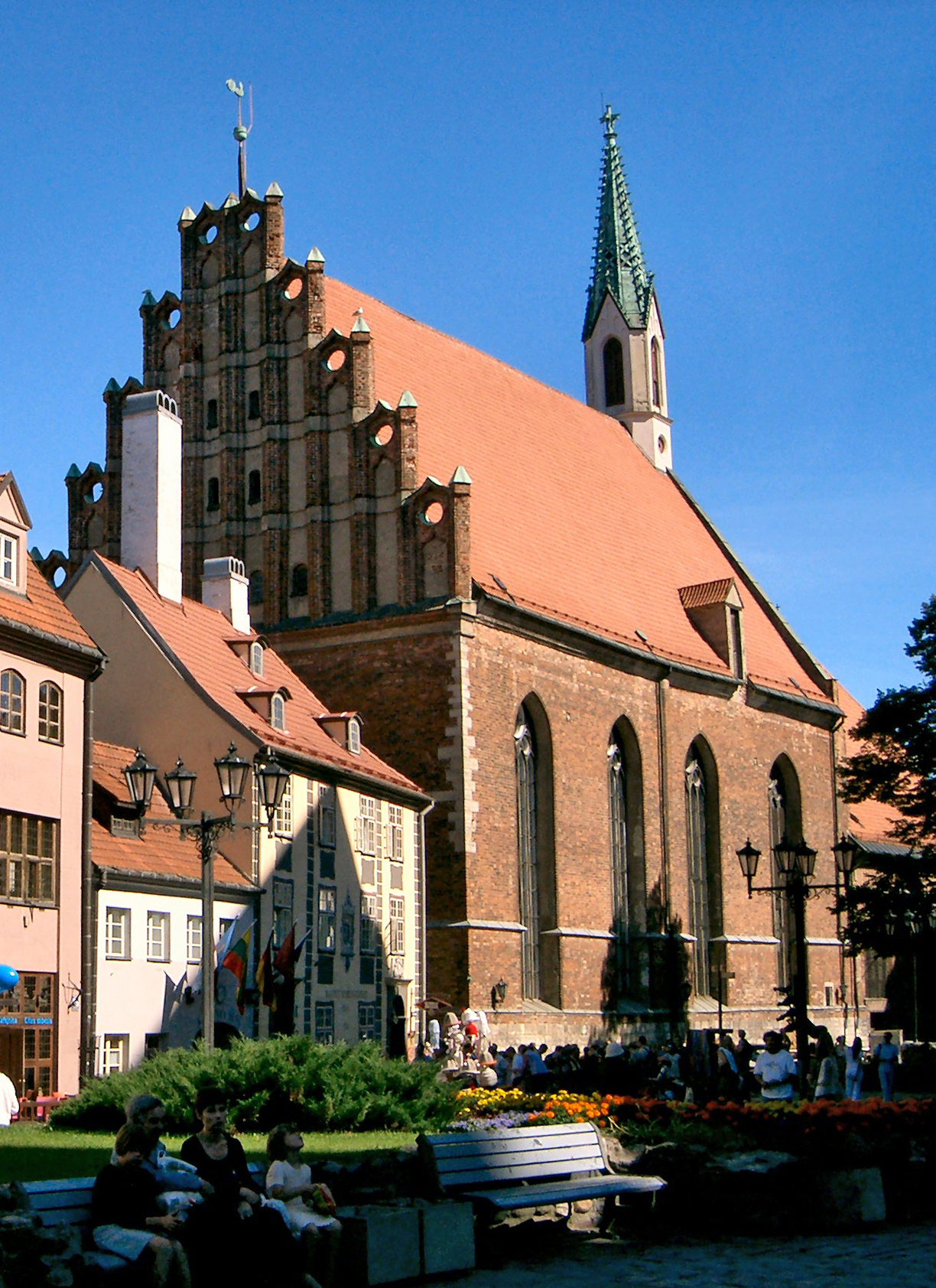
聖約翰教堂
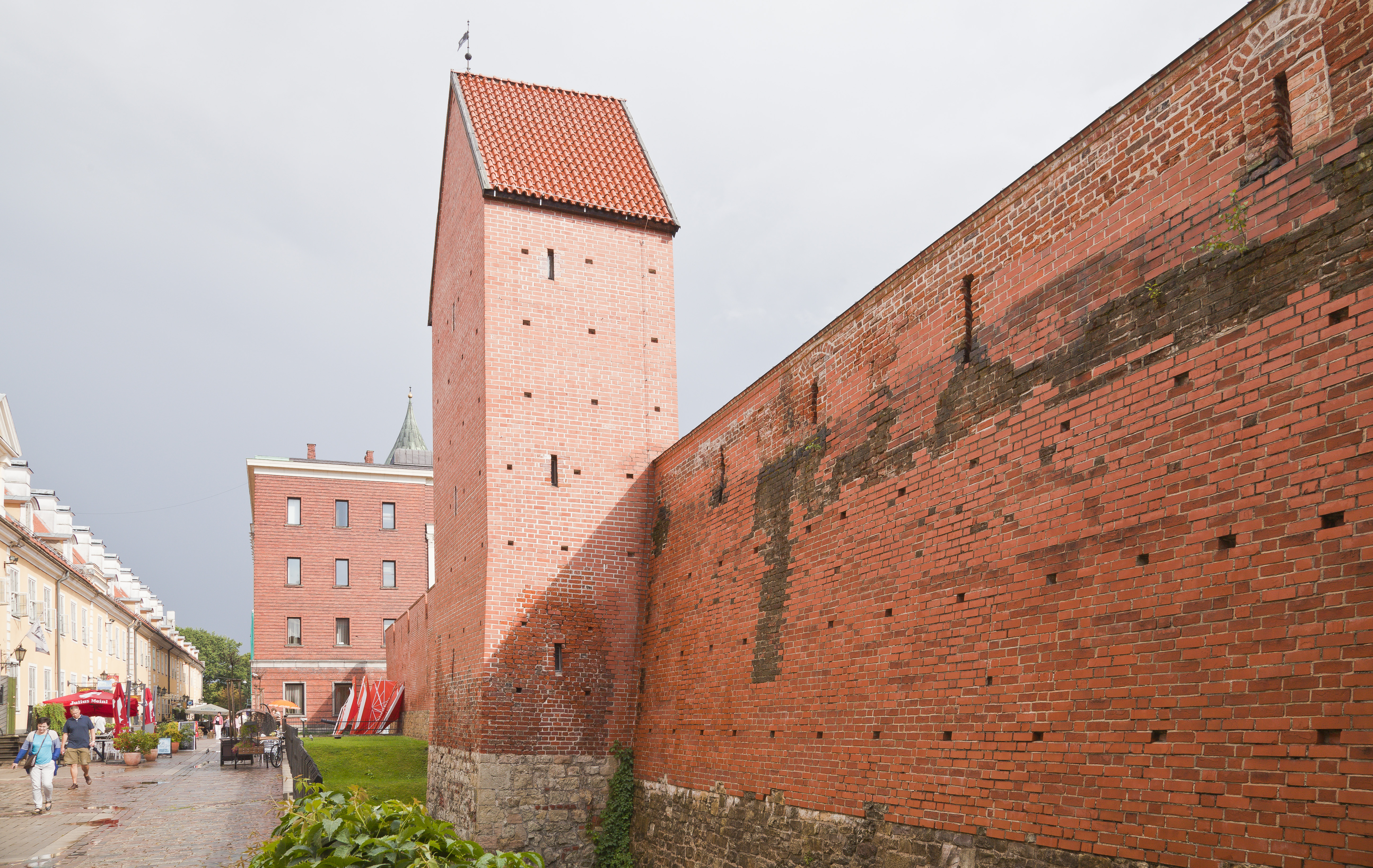
里加城牆的重建部分
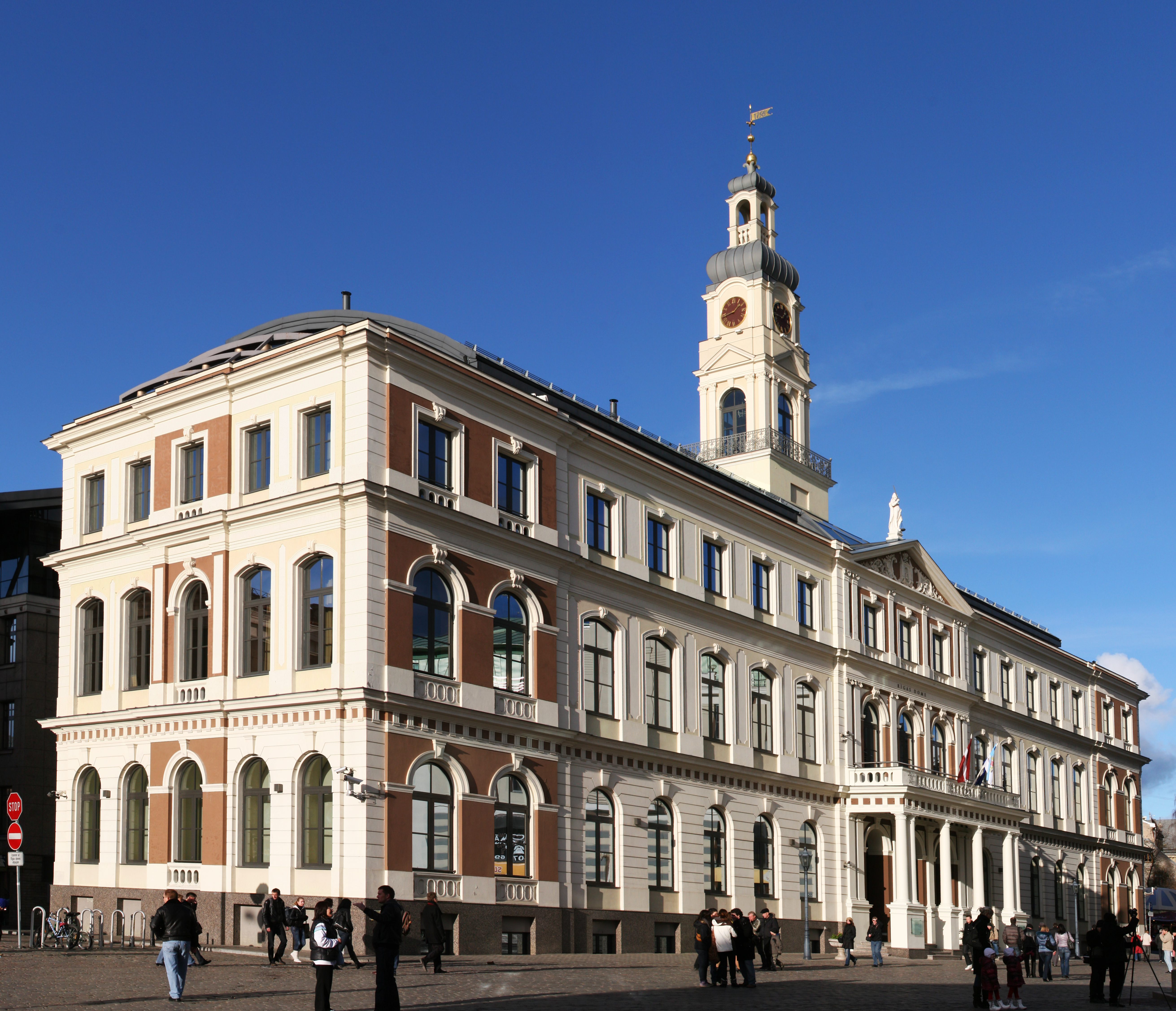
里加市政廳
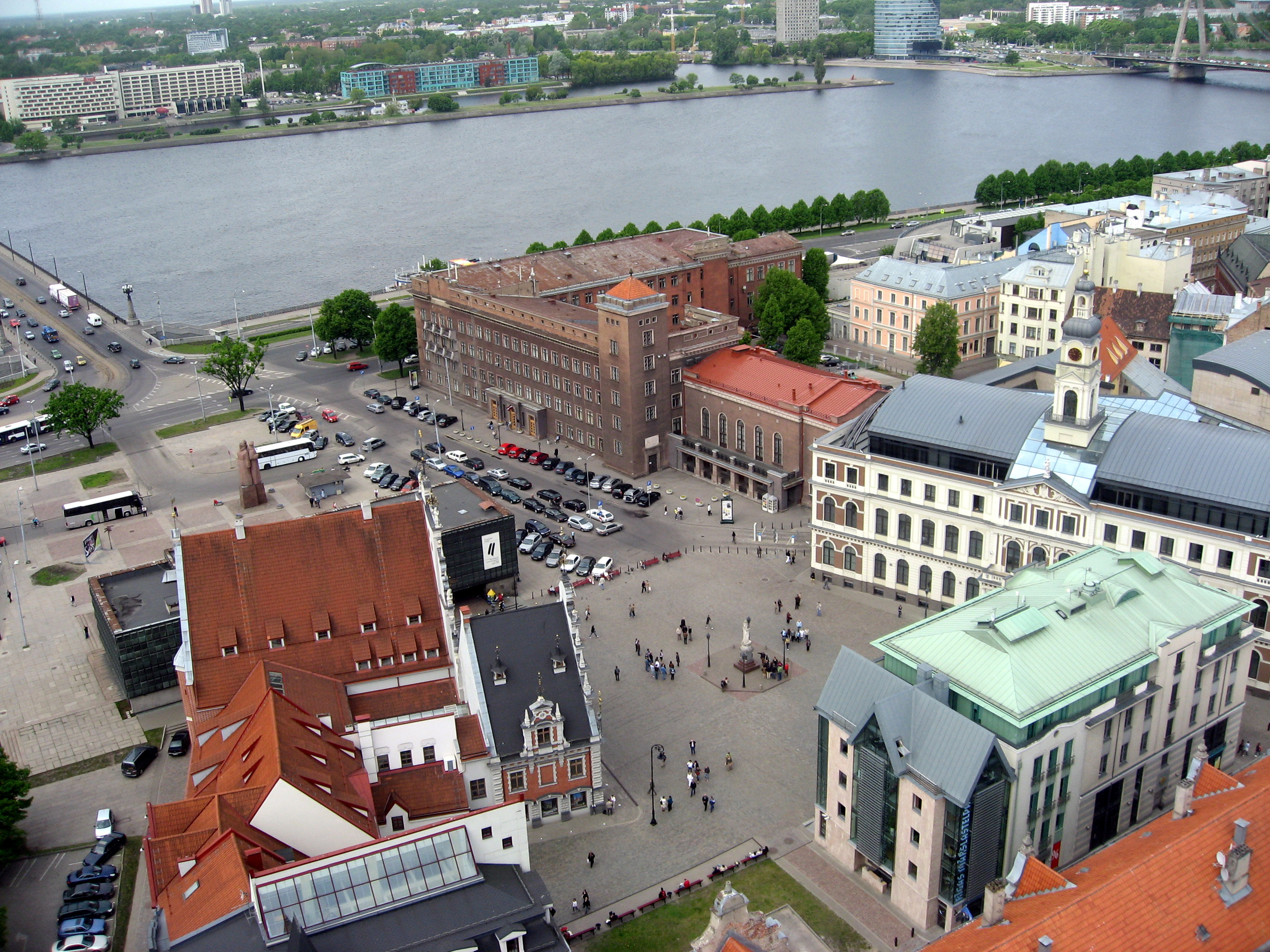
市政廳廣場
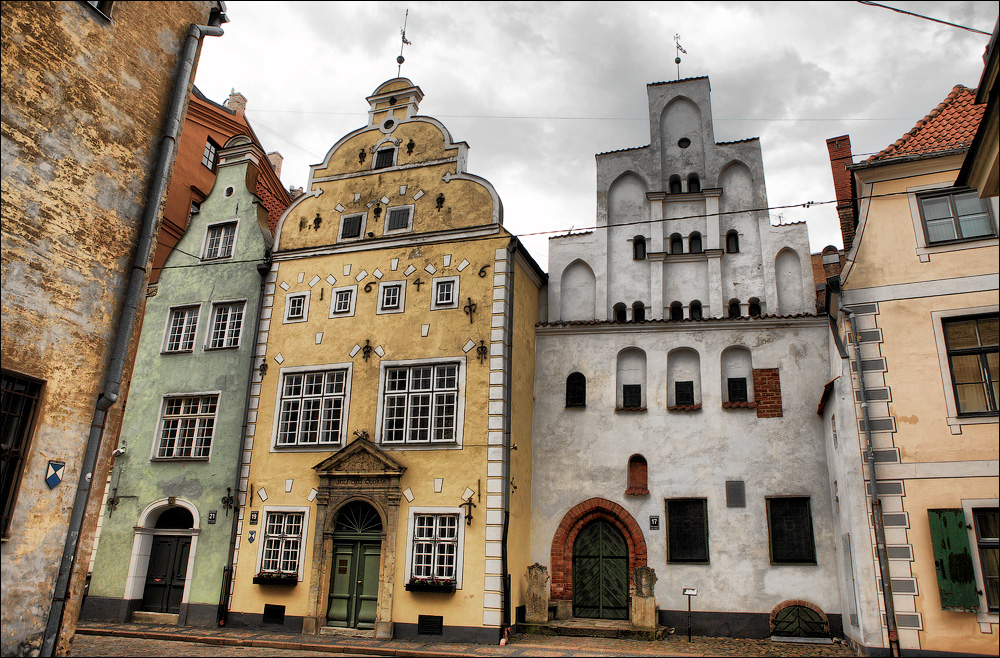
里加三兄弟
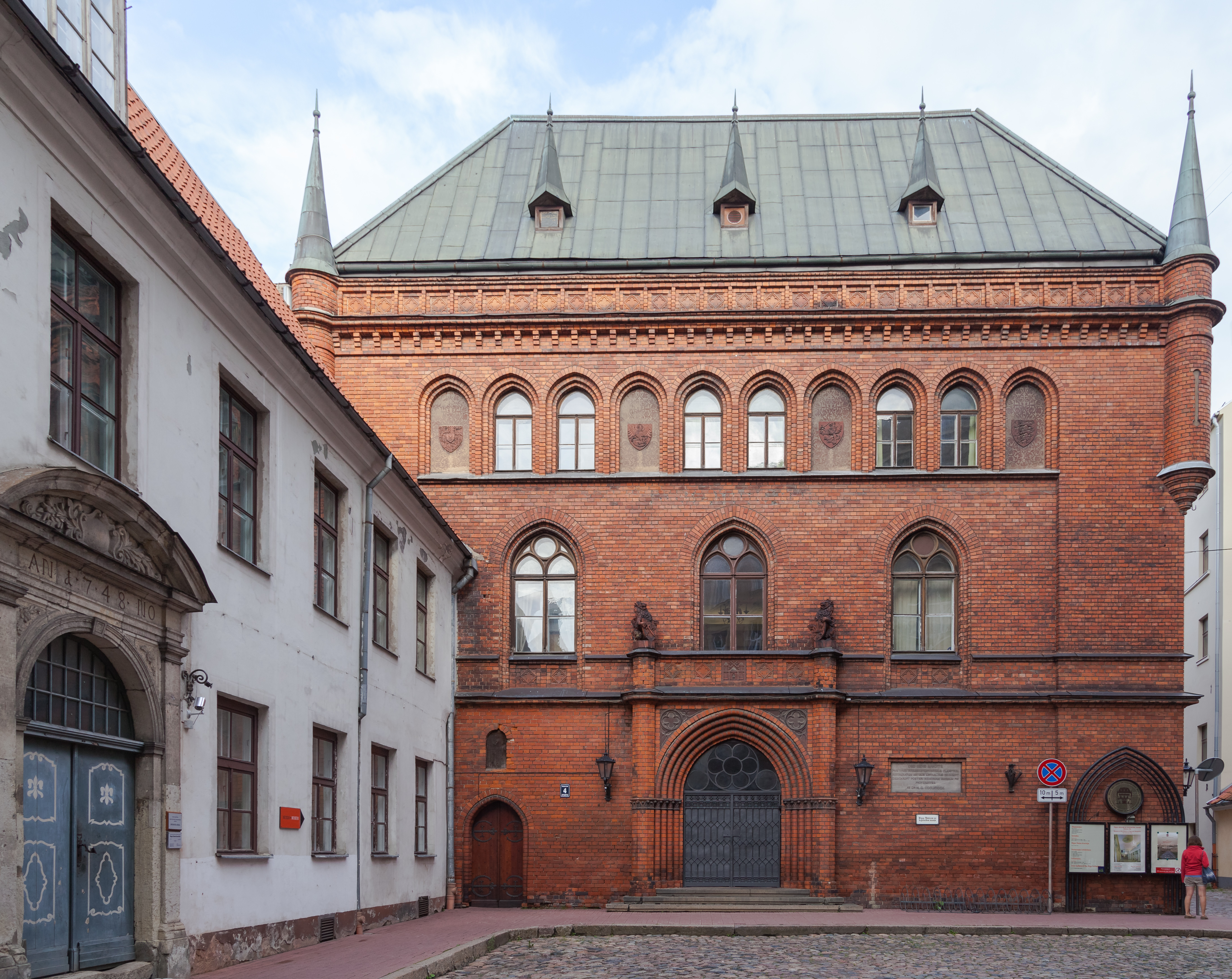
里加歷史和航海博物館

## 登錄世界遺產
1997年，聯合國教科文組織提名里加老城为世界文化遗产，编号第852号，认为其满足以下兩个获选条件：
1. 里加歷史中心在中世紀及後期的城市規劃結構、新藝術風格建築、以及19世紀的木結構建築擁有突出的價值，其中里加擁有世界上最集中的新藝術風格建築。（文化遺產標準一）；
2. 里加在波羅的海文化區域對建築、紀念性雕塑和花園設計的發展產生相當久遠的影響。（文化遺產標準二）；